# Desmiphoropsis mannerheimi
Desmiphoropsis mannerheimi là một loài bọ cánh cứng trong họ Cerambycidae.